# Offshore-Windpark Windanker
Der Windpark Windanker ist ein geplanter Offshore-Windpark in der Ostsee, der aus 21 Windenergieanlagen mit einer Nennleistung von je 15 MW bestehen soll. Der Windpark soll vom spanischen Energieversorger Iberdrola nordöstlich der Insel Rügen in der deutschen Ausschließlichen Wirtschaftszone gebaut werden, wo Iberdrola bereits den Offshore-Windpark Wikinger betreibt, südwestlich davon baut Iberdrola den Offshore-Windpark Baltic Eagle. Die Investitionskosten des Windparks Windanker betragen mehr als 800 Mio. Euro. Er soll 2026 ans Netz gehen, der produzierte Strom ohne staatliche Förderung vermarktet werden.

## Planung
Für die Fläche mit der Bezeichnung O-1.3 fand eine wettbewerbliche Ausschreibung nach dem Windenergie-auf-See-Gesetz zum Gebotstermin 1. September 2021 statt. Mit einer Leistung von 300 MW ging der Zuschlag zunächst an die RWE Renewables Offshore Development One GmbH. Da es sich bei Windanker um ein bestehendes Projekt handelt, für das Iberdrola bereits Vorleistungen erbracht hatte, bestand ein gesetzliches Eintrittsrecht. Iberdrola übte dieses aus und die Windanker GmbH übernimmt den Zuschlagswert von 0 Cent pro Kilowattstunde. Windanker wird damit der erste Windpark in der Ostsee, der neben der Netzanbindung ohne weitere Förderung auskommt.
Am 24. Januar 2025 erließ das Bundesamt für Seeschifffahrt und Hydrographie den Planfeststellungsbeschluss auf Grundlage des WindSeeG für die Errichtung und den Betrieb der 21 Windkraftanlagen von Siemens Gamesa. Mit dieser Genehmigung soll der Bau 2025 beginnen, der kommerzielle Betrieb 2026.

## Netzanbindung
Der in den Windenergieanlagen erzeugte Strom wird über die interne Parkverkabelung zur Umspannplattform Jasmund im Windpark geleitet, wo der Strom auf 220-kV-Höchstspannung transformiert wird. Das Ostwind 3 genannte Kabelsystem verläuft weitgehend parallel zu den Ostwind-1- und Ostwind-2-Systemen. Ostwind 3 besteht aus einem Drehstrom-Leitungssystem mit einem etwa 100 km langen Seekabel. Bei Lubmin wird das Kabelsystem angelandet und von dort zum Umspannwerk bei Brünzow-Stilow weitergeführt. Für den Netzanschluss ist der Übertragungsnetzbetreiber 50Hertz Offshore zuständig.

## Betrieb
Iberdrola nutzt ein Gelände im Fährhafen Sassnitz als Wartungs- und Servicepunkt. Teile des Stroms aus dem Windpark werden über Power Purchase Agreements mit langjähriger Laufzeit an Unternehmen geliefert:
- zusammen mit dem Offshore-Windpark Baltic Eagle 1100 GWh an den Onlineversandhändler Amazon